# 将军家的小娘子
《将军家的小娘子》，2020年中国大陆架空电视剧，改编自晋江文学城烟波江南的同名小说。由汤敏、吴希泽、曹峻祥、卢佳领衔主演，于2019年開機。於2020年10月9日优酷首播。

## 播出时间
| 频道          | 所在地   | 播出日期       | 播出时间           |
| ------------- | -------- | -------------- | ------------------ |
| 优酷          | 中国     | 2020年10月9日  |                    |
| Astro 双星    | 马来西亚 | 2020年10月26日 | 每晚 21:00 - 22:00 |
| Astro 双星 HD | 马来西亚 | 2020年10月26日 | 每晚 21:00 - 22:00 |

## 演员列表

### 主要演员
| 演員   | 角色   | 介紹 | 配音演员 |
| 湯敏   | 沈錦   | 瑞王府三小姐→永寧將軍夫人→永寧伯夫人 锦儿布庄老板 瑞王府庶女、沈梓和沈静同父异母的姐妹、楚監军监军。母亲是陈侧妃，但因出身低微导致他们母女在王府里的待遇不好。为人聪明机灵，在大众前看似端庄优雅，实则活泼俏皮、不拘小节。因出生时先天不足，未能列入族谱。虽同为王府郡主，小时候却经常被沈梓沈静锁在箱子里或者别的地方，因此十分擅长撬锁，还经常女扮男装出去与百姓以免费实现一个愿望为由比算盘。幸好还有大姐会与她分享好东西，因此与大姐关系很好。为了母亲在王府过的更好，而代替与自己出生时间只差一点的姐姐沈梓嫁给传闻中三任妻子都无故横死了的“魔鬼将军”楚修明为妃。因身上戴着的母亲给的吊坠而引起了楚修明的注意，并以撬锁的绝活帮了楚修明。经常与楚修明互相整蛊，后喜欢上了他。结局怀孕并与楚修明育有一子。 | 朱雨晴   |
| 吴希泽 | 楚修明 | 永寧將軍→永宁伯 他是传闻中常年驻守塞外的“魔鬼将军”，统领着楚家军。骁勇善战、武功高强。传闻他的三任妻子都死于非命，殊不知这三任妻子都是细作，因此而被他杀死。因皇上赐婚而娶了沈锦。一度怀疑沈锦也是细作而派人看紧她，甚至一度把她锁了起来，可谁知被沈锦撬锁逃出还反而被锁。后打消了对沈锦的怀疑，与沈锦成为了一对欢喜冤家并喜欢上了她。一心想查清八王爷和姑姑的死来还楚修远一个身份。 | 凡逸     |

### 其他演员
| 演員   | 角色         | 介紹 | 配音演员 |
| 卢佳   | 肉肉         | 沈錦的陪嫁丫環 喜欢萧肃。最后和萧肃結為夫妻并怀有身孕。 |          |
| 刘胤君 | 蕭肅         | 禁卫军统领 沈錦和肉肉的青梅竹馬 喜欢肉肉。最后和肉肉結為夫妻。 | 孙郎朗   |
| 曹峻祥 | 楚修遠/ 沈安 | 楚家军副將→监市→皇上 前太子(八王爷)遗孤 本名沈安，楚修明名义上的弟弟。在軍營是位凌厲的副將，但在永寧府時是位和藹可親的楚修遠。小时候，太子府着火，唯独他被皇上救出，并隱姓埋名带回去楚家軍秘密抚养。与哥哥关系极好，因此非常尊重楚修明和嫂子沈锦。 小時候，無意被若男在懸崖邊救回，一直喜歡若男。後來皇帝与自己的父王都不想要这个皇位而被皇帝推了出去登基為皇上。 | 张振     |
| 葛施敏 | 吳若男       | 若男布庄老板、镖局镖师→皇后 沈錦、肉肉、蕭肅的兒時玩伴 心地善良、责任感强。照顾着关照过她的镖师们的家人。小时候与沈锦一个霸占南街、一个占据北街没少打闹。 後被修遠認出是小時後的救命恩人。并在楚修远登基后成为皇后，并一直为百姓着想，深受百姓爱戴。 | 于鸣鹿   |
| 徐薏雯 | 清秋         | 永寧府的廚娘 全府上下都稱她【清秋姨】。 | 张宇微   |
| 楊萬里 | 豹子頭       | 楚修明的部下 喜欢小葱，后如愿以偿与小葱在一起。 | 张淼凡   |
| 郁葱   | 小葱         | 永寧府的丫環 豹子頭與楚修遠都稱她為【小蔥娘子】。一直默默的喜歡著副將楚修遠，私下常常為副將做衣服和食物，但副將楚修遠卻不知小蔥的心意，常常讓她感到失落。最后和豹子頭成为情侣。 | 刘雨斯   |
| 姜灏洋 | 元儿         | 永寧府的下人→鹰族驸马 因為鷹族的公主在府上和將軍夫人一起喝醉酒，所以照顧公主一整個晚上，就此兩人兩情相悅，在陪公主逛街時，公主直接叫他去跟她父王提親，後來就離開永寧府去鷹族和公主一起過生活了。后与玛雅成婚，並將為人父。 |          |
| 林璐瑤 | 瑪雅         | 鷹族公主 后与元儿成婚，並將為人母。 | 周莹     |
| 金樂   | 九公主       | 当朝公主 皇帝和陳妃的女兒。喜歡侍衛蘇晨。因佩服沈锦与楚修明的感情而与沈锦成为了好友。後沈錦和楚修明幫九公主和蘇晨私奔。 | 冯岚     |
| 許顥   | 蘇晨         | 皇宮侍衛 因喜歡九公主，被皇上革職且受刑，原本要被處死，九公主求情後才保住一命，後和九公主私奔。 |          |
| 馨子   | 沈淑         | 瑞王府嫡长女 瑞王府嫡女、瑞王妃的女儿。与沈錦關係親近。雖嫁人，可所嫁之人並不喜歡自己。丈夫與芸娘有了個兒子，自己又流產，導致自己在夫家地位岌岌可危。后再次怀孕如愿以偿生了个孩子。 | 谢子溦   |
| 柯乃予 | 沈梓         | 瑞王府二小姐 瑞王府庶女、瑞王和許側妃的女兒。刁蛮任性，仗着父亲的寵爱而經常欺負沈錦。后被楚修明一顿训开始改过自新，与沈锦和睦相处，关系也拉近了许多。后嫁人。 | 李叶萌   |
| 肖雨   | 沈靜         | 瑞王府四小姐 瑞王府庶女。喜歡跟着沈梓一起欺負沈錦。后改过自新与沈锦关系拉近并和睦相处。后嫁人。 | 曹一茜   |
| 高毅   | 瑞王         | 皇帝的兄弟 不待见陳側妃母女，偏爱白小娘与沈梓。经常推王妃當擋箭牌。在世人眼里就是个糊涂王爷。 | 冯盛     |
| 董祥玉 | 陳側妃       | 沈錦之母、诰命夫人 温柔端庄、出身低微。在瑞王府並不受寵，經常被許側妃等人欺負。 | 李佳思   |
| 王嵐   | 許側妃       | 沈梓之母 |          |
| 李莎   | 瑞王妃       | 瑞王府的當家主母、沈淑之母 虽為正妃，但面對后宅矛盾都手足無措。在許側妃与陳側妃因讓沈錦替嫁而產生矛盾时，被瑞王爷推出去當擋箭牌。与陈侧妃和沈锦关系比较好。 與八王妃是好朋友，暗地裡一直給將軍消息去調查當年的意外 | 杨希     |
| 張影辰 | 誠帝         | 皇帝 因奸臣挑唆而对楚修明生了疑心，但实际上心如明镜。一心想要闯荡江湖，无心皇位。在多年前太子府着火时，将楚修远救出并抹去其姓名送往楚家军抚养以防止其被奸臣所害。第30集將皇上之位禪讓給楚修遠。 | 杨默     |
| 劉永剛 | 花大爺       | 真實身份為八王爺， 在28集終於說出秘密身份與事情真相 |          |

## 电视剧歌曲
| 曲序 | 曲目             |              | 作曲   | 编曲   | 演唱           |
| ---- | ---------------- | ------------ | ------ | ------ | -------------- |
| 1.   | 为一人（片頭曲） | 晓川         | 鲁士郎 | 洪川   | 叶炫清         |
| 2.   | 静月光（片尾曲） | 星娴秀一     | 袁博   | 張宗煒 | 尚士达         |
| 3.   | 花開（插曲）     | 阿楚         | 宋陽   | 宋陽   | 刘思涵         |
| 4.   | 抵岸（插曲）     | 林喬、劉恩汛 | 岑思源 | 陸泰明 | 王明宇、魯向卉 |
| 5.   | 为一人（插曲）   | 晓川         | 鲁士郎 | 洪川   | 吴希泽、汤敏   |